# Leiodontium surculare
Leiodontium surculare là một loài Rêu trong họ Hypnaceae. Loài này được (Dixon) W.R. Buck & B.C. Tan mô tả khoa học đầu tiên năm 1991.